# Liste der Inseln der Aleuten
Die Hauptgruppen der Aleuten werden von Osten nach Westen, Untergruppen und einzelne Inseln werden innerhalb jeder Gruppe alphabetisch geordnet aufgeführt. Nicht einer Gruppe zugeordnete Inseln werden unter Einzelne Inseln eingeordnet.

## Inseln der Aleuten
| Fox Islands - Amak Island - Amaknak Island - Ananiuliak Island - Bird Island - Bogoslof Island - Breadloaf Island - Buck Island - Caton Island - Chagulak Island - Deer Island - Dushkot Island - Egg Island - Emerald Island - Expedition Island - Fire Island - Gargoyle Island - Gull Island - Hog Island - Kigul Island - Krenitzin Islands (Inselgruppe) - Aiktak Island - Akun Island - Akutan Island - Avatanak Island - Baby Islands - Derbin Island - Kaligagan Island - Rootok Island - Round Island - Tigalda Island - Ugamak Island - Kudiakof Island - Ogangen Island - Ogchul Island - Pancake Rock - Peter Island - Poa Island - Pustoi Island - Samalga Island - Sanak Island - Sedanka Island - Sushilnoi Island - Tangik Island - Tanginak Island - Umnak Island - Unalaska Island - Unalga Island - Unimak Island - Vsevidof Island - Wislow Island | Andreanof Islands - Adak Island - Agligadak Island - Amatigis Islands - Amlia Island - Anagaksik Island - Argonne Island - Asuksak Island - Atka Island - Aziak Island - Barbara Island - Black Island - Bobrof Island - Bolshoi Island - Box Island - Castle Island - Chaika Rock - Channel Island - Chisak Island - Chugul Island - Cone Island - Cormorant Island - Crone Island - Delarof Islands (Inselgruppe) - Amatignak Island - Gareloi Island - Ilak Island - Kavalga Island - Ogliuga Island - Skagul Island - Tag Island - Tanadak Island - Ugidak Island - Ulak Island - Unalga Island - Dora Island - Eddy Island - Elf Island - Fenimore Rock - Gramp Rock - Great Sitkin Island - Green Island (Alaska) - Igitkin Island - Ikiginak Island - Ina Island - Kagalaska Island - Kanaga Island - Kanu Island - Kasatochi Island - Koniuji Island - Little Tanaga Island - North Island - Oglodak Island - Plum Island - Ringgold Island - Sadatanek Island - Sagchudak Island - Sagigik Island - Salt Island - Sea Parrot Island - Seguam Island - Silak Island - South Island - Staten Island - Tagadak Island - Tagalak Island - Tanaga Island - Tanaklek Island - The Signals - The Three Sisters - Tidgituk Island - Umak Island - Uyak Island - Whip Island | Near Islands - Agattu Island - Attu Island - Cooper Islands - Gibson Islands - Hodikof Island - Kennon Island - Kohl Island - Loaf Island - Peaked Island - Savage Island - Semichi Islands (Inselgruppe) - Alaid Island - Hammerhead Island - Lotus Island - Nizki Island - Shemya Island Rat Islands - Amchitka Island - Bird Rock - Davidof Island - Khvostof Island - Kiska Island - Little Kiska Island - Little Sitkin Island - Lopy Island - Pyramid Island - Hawadax Island - Semisopochnoi Island - Tanadak Island Islands of Four Mountains - Amukta Island - Chagulak Island - Chuginadak Island - Carlisle Island - Herbert Island - Kagamil Island - Uliaga Island - Yunaska Island Kommandeurinseln (Russland) - Beringinsel - Medny |

### Einzelne Inseln
- Buldir Island